# Орбита (кинотеатр, Киев)
Кинотеатр «Орбита» — бывший кинотеатр в Киеве, первый киевский стереокинотеатр.

## История

### Кинотеатр при СССР

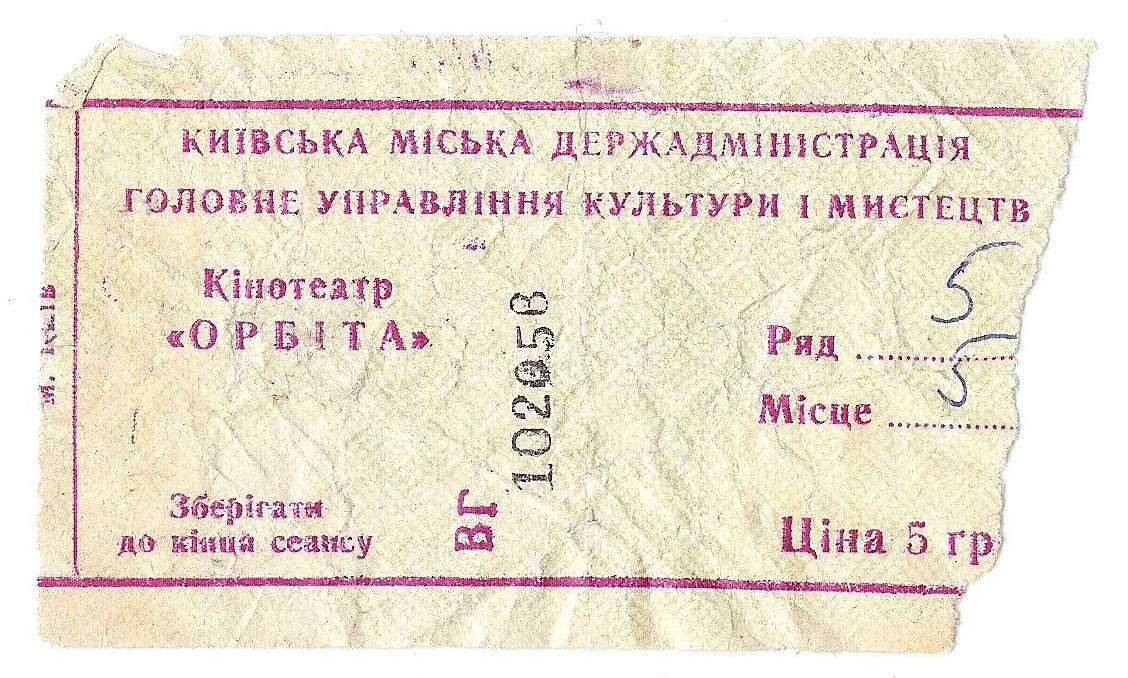
Билет

Кинотеатр был открыт в 1954 году под названием «Стереокино» в новопостроенном доме № 29 при послевоенном восстановлении Крещатика. Смотреть фильмы в нём можно было без очков, благодаря использованию вертикальной стереопары по системе «Стерео-35». В дальнейшем кинотеатр был переоборудован для показа стереофильмов с поляризационным разделением изображений, при котором зритель одевает специальные очки. В конце 1960-х после открытия в Киеве нового стерео кинотеатра «Днепр» в Пионерском парке, кинозал «Стереокино» на Крещатике был переименован в «Орбиту».

### Кинотеатр в наши дни
В 1996 «Орбита» была взята в долгосрочную аренду, а в 2007 кинотеатр был приватизирован решением сессии Киеврады.
В 2007 году кинотеатр приостановил работу на ремонт для замены кресел, но из-за экономического кризиса после двухлетнего простоя в мае 2009 года было объявлено о закрытии.
10 сентября 2012 года в обновленных залах бывшей «Орбиты» открылся кондитерский магазин.